# Hammerhead
"Hammerhead" é um single da banda estadunidense The Offspring, lançado em maio de 2008 pela gravadora Columbia Records. A canção está presente nos jogos Madden NFL 09 e Rock Band.

## Faixas[1]
1. "Hammerhead"
2. "Hammerhead" (edição de rádio)

## Lançamentos
- 5 de maio de 2008: Disponível em download digital no site oficial da banda.[2]
- 6 de maio de 2008: Originalmente na rádio.[3][4]